# 住房合作社

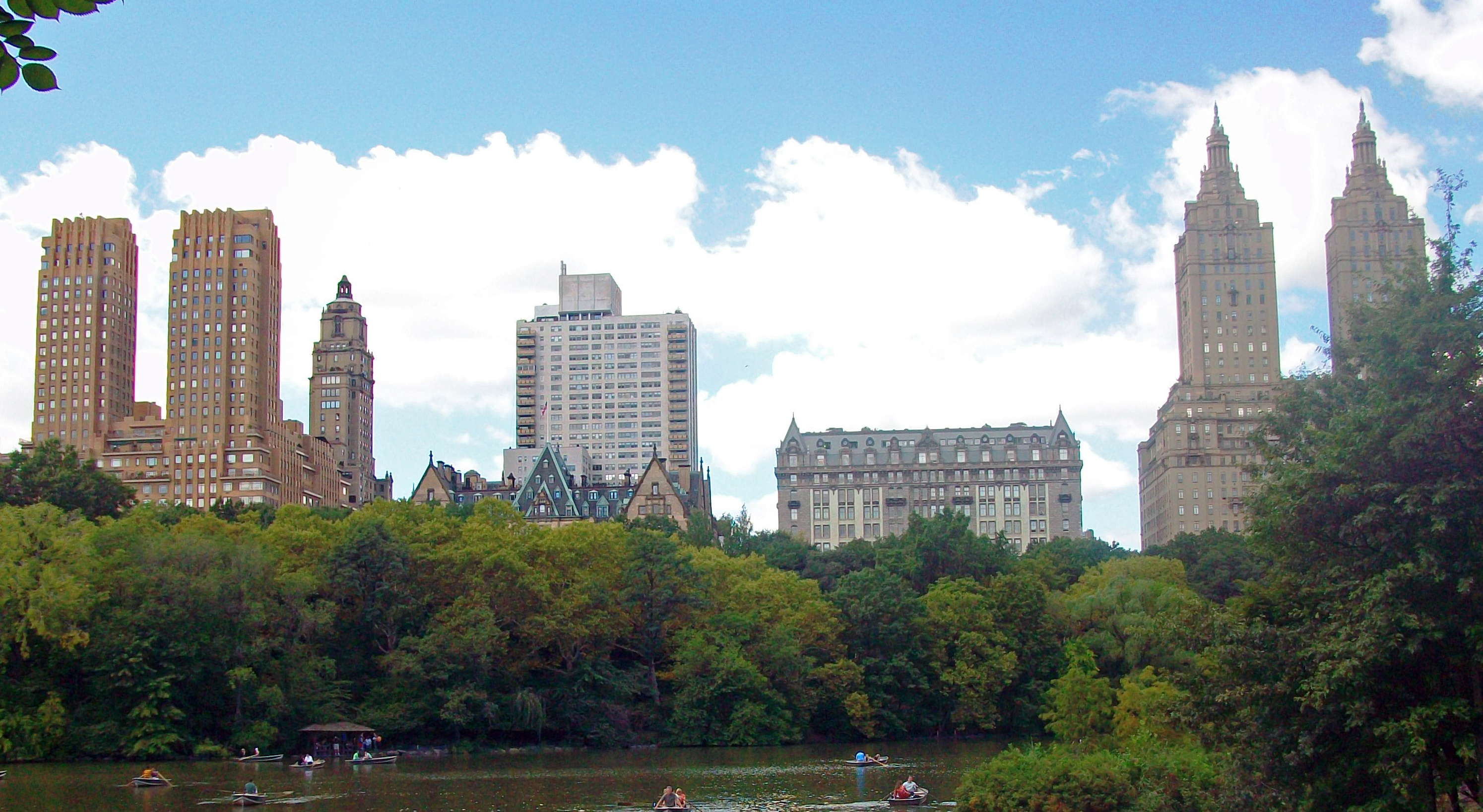
纽约县中央公园西侧的住房合作社，自左至右分别为马杰斯蒂克公寓、達科他公寓、兰厄姆公寓和圣雷莫公寓

住房合作社（英語：或）指的是由一个及以上住宅组成而拥有不动产的法律主体，通常会是合作社或者是法人团体。住房合作社是住房所有权的类型之一。作为一种独特的住房所有权形式，住房合作社具有许多不同于其他住房安排的特征，例如独立式洋房所有权、公寓大厦和租赁。
住房合作社是会员制的，合作者需要借股份买卖获授会员。住房合作社授予了在这一法律主體内的所有股东占住一个住宅单元的权力。住房合作社具有集中成员资源的主要优势，这可以财务杠杆化成员的购买力，从而降低成员在所有服务项目、产品购买和家庭所有权方面的花费成本。

## 按国家

### 英国
住房合作社在英国很少见，约占住房总量的 0.1%。
大多数合作社位于城市地区，由负担得起的共有住房组成，成员自己照看房产。由于住房合作社的稀缺性，等待名单可能会很长。在某些地区，申请程序被纳入市政住房管理局的申请系统。

### 加拿大
加拿大的合作社为租房者提供了一个经济实惠的选择，但等待租房的名单可能长达数年。

### 俄罗斯
根据《俄罗斯联邦住房法》第 110 条，住房或住房和建筑合作社应被理解为以满足公民住房需求为目的、以成员资格为基础的公民和法人实体的自愿联合体。

### 法国
2013 年，巴黎一家创新型住房合作社 Maison Babayag 的开业引起了全世界的关注。它是一个自助社区，由市政府提供资金支持，专门为老年妇女建造。经过多年的规划，它坐落在巴黎郊区的蒙特勒伊（Montreuil），看起来与其他公寓楼没什么两样。老年人通过保持活跃、警觉和互相帮助来避免入住养老院。

### 德国
住房合作社（德语为 "Wohnungsgenossenschaften"）是一种为其成员提供经济适用房的住房协会。 它们由一群人成立和管理，这些人聚集在一起，集中资源购买或建造自用住房。